# Wilhelm Lehmann
Wilhelm Lehmann (Puerto Cabello, Venezuela, 4 de mayo de 1882 - 17 de noviembre de 1968, Eckernförde) fue un poeta y novelista germano-venezolano.

## Biografía

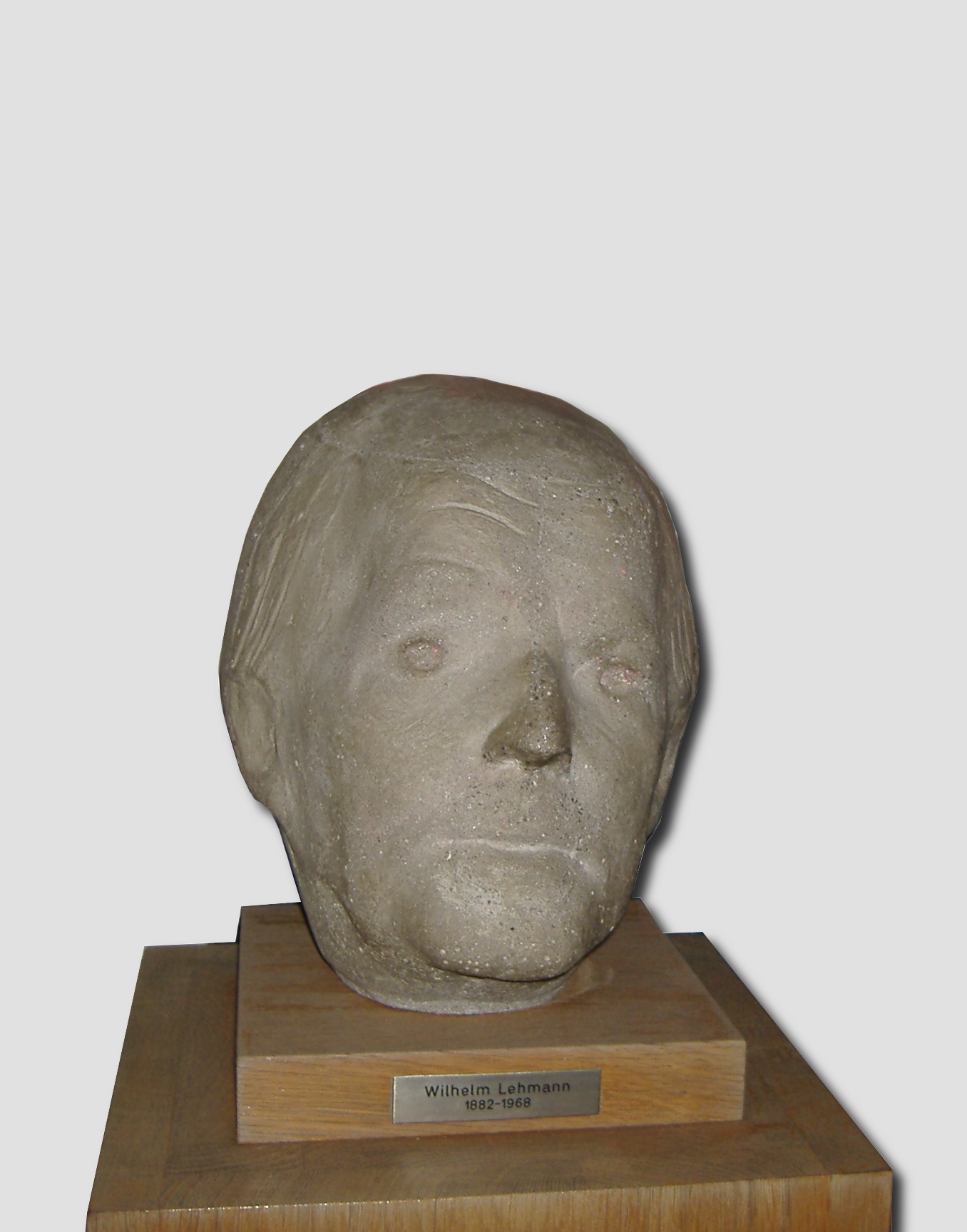
Busto de Wilhelm Lehmann

Nació en Venezuela, hijo de un comerciante de Lübeck. A los ocho años viajó a Hamburgo y se educó en Tübingen, Estrasburgo y Berlín. En Berlín trabó una amistad duradera con Moritz Heimann y Oskar Loerke. Se doctoró en Filología en 1905 y enseñó en Kiel, Neumünster y Wickersdorf, Holzminden. Como militante del Partido Nazi en 1933 fue uno de los firmantes de la Gelöbnis treuester Gefolgschaft, declaración de lealtad de los artistas a Adolf Hitler. Durante el nazismo vivió una especie de exilio interior. Compuso unas Observaciones sobre el arte del poema que fueron comentadas favorablemente por Theodor W. Adorno. Su intención lírica fue aproximar la poesía a la  objetividad mediante una aprehensión al mismo tiempo real y simbólica de la naturaleza. 
A la respiración la regocija un plazo permitido. / Tranquila, se elogia a sí misma la existencia. / El fruto sabe de su semilla. / Con su perdiz juguetea Juan el Evangelista. / El mismo Ahasvero va por su senda complacido ("Elogio de la existencia").
Esta lírica de la naturaleza o Naturlyrik, centrada en el paisaje, fue también cultivada por su amigo Oskar Loerke. Ante la pobreza estética del periodo nazifascista, crean un rico lenguaje altamente metafórico, a pesar de que, sin embargo, es una literatura de evasión. Entre sus poemarios destacan  El dios verde (1942), Mis libros de poemas y Tiempo visible. Una importante biografía crítica sobre su figura ha sido escrita por David Scrase.

## Obras
- Sämtliche Werke. Drei Bände. Gütersloh: Mohn 1962.

Bd. I: Romane und Erzählungen [1].
Bd. II: Romane und Erzählungen [2]. Autobiografía y diarios.
Bd. III: Essays. Gedichte.
- Gesammelte Werke in acht Bänden. Hrsg. in Verbindung mit der Akademie der Wissenschaften und der Literatur in Mainz und dem Deutschen Literaturarchiv in Marbach a. N. von Agathe Weigel-Lehmann, Hans Dieter Schäfer, Reinhard Tgahrt u. Bernhard Zeller. Stuttgart: Klett-Cotta 1982–2009. (Gesamtrez. NZZ)

Bd. 1: Sämtliche Gedichte. Hg. v. Hans Dieter Schäfer. 1982. ISBN 978-3-608-95040-3.
Bd. 2: Romane I. Der Bilderstürmer. Die Schmetterlingspuppe. Weingott.. Hg. v. Jochen Meyer. 1984. ISBN 978-3-608-95041-0.
Bd. 3. Romane II. Der Überläufer. Hg. v. Uwe Pörksen. Komm. v. Wolfgang W. Menzel u. Uwe Pörksen 1989. ISBN 978-3-608-95042-7.
Bd. 4: Romane III. Der Provinzlärm. Hg. v. Klaus Weissenberger. 1986. ISBN 978-3-608-95043-4.
Bd. 5: Erzählungen. Hg. v. David Scrase u. Reinhard Tgahrt. 1994. ISBN 978-3-608-95044-1.
Bd. 6: Essays I. Hg. v. Wolfgang W. Menzel nach Vorarbeit v. Reinhard Tgahrt. 2006. ISBN 978-3-608-95045-8. (Rez. FAZ.)
Bd. 7: Essays II. Hg. v. Wolfgang W. Menzel nach Vorarbeit v. Reinhard Tgahrt. 2009. ISBN 978-3-608-95046-5. (Rez. Literaturkritik.de)
Bd. 8: Autobiographische und vermischte Schriften. Hg. v. Verena Kobel-Bänninger. 1999. ISBN 978-3-608-95047-2. (Rez. FAZ, Rez. Literaturkritik.de.)
- Der Bilderstürmer (novela, 1917)
- Die Schmetterlingspuppe (novela, 1918)
- Weingott (novela, 1921)
- Bukolisches Tagebuch aus den Jahren 1927–1932 (1948). Neuausgabe im Verlag Heinrich & Hahn, Frankfurt am Main 2005. ISBN 3-86597-030-3
- Die Hochzeit der Aufrührer (Erzählung, 1934)
- Antwort des Schweigens (Poemas, 1935)
- Der grüne Gott (Poemas, 1942)
- Entzückter Staub (Poemas, 1946)
- Verführerin, Trösterin und andere Erzählungen (Erzählung, 1947)
- Bewegliche Ordnung (Ensayos, 1947)
- Überlebender Tag (Poemas, 1954)
- Meine Gedichtbücher (Poemas, 1957)
- Kunst des Gedichts (Ensayos, 1961)
- Der Überläufer (Novela, 1962)
- Abschiedslust (Poemas, 1962)
- Sichtbare Zeit (Poemas, 1967)

- Datos: Q92066
- Multimedia: Wilhelm Lehmann (writer) / Q92066